# Asporça Hatun
Asporça Hatun (osmanisch اسپورجہ خاتون; geboren 1300; gestorben 1362 in Bursa) war Ehefrau des osmanischen Sultans Orhan I.

## Leben
Möglicherweise war Asporça griechischer Abstammung. Sie bekam mit Orhan I. vier Kinder, die Ibrahim, Fatma, Selçuk und Şerefullah heißen. Sie ernannte den ersten osmanischen Großwesir Alaeddin Pascha zum Repräsentanten ihrer Stiftungen. Im September 1323 gewährte ihr Schwiegervater Osman I. ihr zwei Dörfer, Narlı und Kiyaklı, die sie dann an ihre Söhne İbrahim und Şerefullah vererbte. Als sie 1362 starb, wurde sie zusammen mit ihrem Ehemann Orhan in Bursa begraben.